# Jenny Holmberg
Jenny Holmberg, född 1982, är en svensk journalist och författare som debuterade 2012 på Massolit förlag. Hon har studerat teologi, och är sedan 2013 verksam som präst i Svenska kyrkan.